# Octobre 1987

## Événements
- 1er octobre :
  - Brésil : 16 personnes sont gravement irradiées par une capsule de césium 137 découverte dans les décombres d’un hôpital démoli de Goiana [1].
  - États-Unis : un séisme d’un amplitude de 6,1 sur l’échelle de Richter touche Los Angeles et le sud de la Californie[1].
- 2 octobre :
  - ski de vitesse : le français Michaël Prüfer établit à Portillo (Chili) un nouveau record du monde du kilomètre lancé à 217,680 km/h[1].
  - Tunisie : Zine el-Abidine Ben Ali est nommé Chef du gouvernement tunisien par le Président de la République tunisienne Habib Bourguiba[1].
- 6 octobre, France : présentation de la nouvelle pièce de 10 francs bicolore[1].
- 7 octobre : la reine Élisabeth II est destituée du titre de chef de l’État et les îles Fidji sont exclues du Commonwealth par les pays membres.
- 8 octobre : Hosni Moubarak est réélu avec 97% des voix pour un nouveau mandat de six ans en tant que Président de la République arabe d'Égypte [1].
- 9 octobre : Margaret Thatcher défend les idées de son gouvernement dans un discours à Blackpool[2].

- 15 octobre : 
  - Coup d'État au Burkina Faso. Assassinat de Thomas Sankara à Ouagadougou. Blaise Compaoré lui succède.
  - Une tempête touche la Bretagne et l'Angleterre (tempête de 1987).

- 16 octobre : Déclaration universelle des droits des malades du SIDA et des séropositifs[3].

- 17 octobre : rassemblement contre la pauvreté, à l’appel du père Joseph Wresinski, de 100 000 personnes sur le Parvis des droits de l'homme, place du Trocadéro à Paris.

- 18 octobre (Formule 1) : le Grand Prix automobile du Mexique est remporté par le Britannique Nigel Mansell sur Williams-Honda.

- 19 octobre : krach d'octobre 1987 des marchés de taux d'intérêt et d'actions, dit parfois « lundi noir ». Le Dow Jones, indice de la Bourse de New York, chute de 508 points, soit 22 % en une journée. Ruée sur le dollar, panique des actionnaires.

- 21 octobre : Boris Eltsine, premier secrétaire du parti communiste de la ville de Moscou, est renvoyé.

## Naissances
- 1er octobre : Matthew Daddario, acteur américain.
- 2 octobre : Ricky Stenhouse Jr., Pilote américain de nascar.
- 5 octobre : Soyeon, danseuse et chanteuse sud-coréenne (T-ara).
- 7 octobre : Aiden English, catcheur professionnel américain.
- 10 octobre : Nenè Nhaga Bissoli, footballeuse internationale italienne d'origine Bissaoguinéenne.
- 15 octobre : Jesse Levine, joueur de tennis américain.
- 18 octobre : Zac Efron, acteur, chanteur américain.
- 20 octobre : Marie Sophie Hingst, historienne et blogueuse allemande qui a faussement prétendu descendre de survivants de la Shoah.
- 21 octobre : Anele Ngcongca, joueur de football sud-africain († 23 novembre 2020).
- 26 octobre :
  - Stany Delayre, rameur français.
  - Samuel Gathimba, athlète kényan.
  - Alexie Ribes, actrice française.
- 27 octobre : Andrew Bynum, basketteur américain.
- 28 octobre : Jessika Dignard, le monde s'offre à elle.
- 29 octobre : Tove Lo, chanteuse suédoise.

## Décès
- 3 octobre : Jean Anouilh, écrivain français (° 23 juin 1910).
- 8 octobre : Paul Winter, chef des Forces françaises de l'intérieur du Haut-Rhin pendant la Seconde Guerre mondiale (° 25 août 1898).
- 15 octobre : Thomas Sankara, président du Burkina Faso (° 1949).
- 19 octobre : Jacqueline du Pré, violoncelliste britannique (° 1945).
- 22 octobre : Lino Ventura, acteur franco-italien (° 1919).